# La belva deve morire
La belva deve morire (The Beast Must Die) è un romanzo poliziesco del 1938 di Cecil Day-Lewis, scritto con lo pseudonimo di Nicholas Blake. È il quarto di una serie di romanzi con protagonista il detective privato Nigel Strangeways. Il titolo è ispirato a un verso di Vier ernste Gesänge di Johannes Brahms, a sua volta un riferimento all'Ecclesiaste.
Il romanzo è stato adattato due volte per il cinema e per una serie televisiva.

## Trama
Dopo che il suo giovane figlio è stato investito e ucciso da un'auto in corsa nel villaggio del Gloucestershire in cui vive, lo scrittore di gialli Frank Cairnes è arrabbiato quando la polizia non riesce a rintracciare il colpevole.  Progetta così di farsi vendetta da solo, uccidendo il responsabile non appena ne avrà l'opportunità, qualunque siano le conseguenze. Indagando per conto proprio, scopre per caso che il passeggero dell'auto era un'attrice cinematografica emergente, Lena Lawson. Fingendo di scrivere un nuovo romanzo ambientato in uno studio cinematografico, incontra Lena a Londra. Dopo un corteggiamento, riesce a farsi invitare a casa di suo cognato George Rattery nel Gloucestershire.
Ormai certo che Rattery sia l'uomo che ha ucciso suo figlio, Cairnes trama la sua vendetta. Dopo aver scoperto che Rattery non sa nuotare, lo invita in un'uscita in barca con lui in una giornata di tempesta. Ma il piano va storto e Rattery riesce a salvarsi. Solo poche ore dopo, però, dopo cena crolla e muore quasi istantaneamente per avvelenamento . Sapendo che sarà il principale sospettato, Cairnes chiede aiuto all'investigatore privato Nigel Strangeways per scagionarlo dall'omicidio.

## Adattamenti
Il romanzo è stato adattato due volte per il grande schermo: un film argentino del 1952, La bestia debe morir, diretto da Román Viñoly Barreto e interpretato da Laura Hidalgo
 e un film del 1969, Ucciderò un uomo, diretto da Claude Chabrol e interpretato da Michel Duchaussoy e Caroline Cellier. Inoltre è stato alla base dell'omonima serie televisiva britannica del 2021.